# Código de Eurico
O Código de Eurico (em latim: Codex Euricianus) foi uma compilação de leis do direito visigótico elaborada a mando do rei Eurico, antes de 480, provavelmente em Tolosa. A compilação foi obra de Leão, um jurista da época, conselheiro principal do rei.
As leis de Eurico foram a base do Fuero Juzgo, o código de leis dos visigodos.